# Tyrannochthonius curazavius
Espèce
Tyrannochthonius curazavius est une espèce de pseudoscorpions de la famille des Chthoniidae.

## Distribution
Cette espèce est endémique de Curaçao aux Antilles.

## Description
Le mâle holotype mesure 0,9 mm.

## Publication originale
- Wagenaar-Hummelinck, 1948 : Studies on the fauna of Curaçao, Aruba, Bonaire and the Venezuelan Islands: no. 13. Pseudoscorpions of the genera Garypus, Pseudochthonius, Tyrannochthonius and Pachychitra. Natuurwetenschappelijke Studiekring voor Suriname en Curaçao, vol. 5, p. 29-77 (texte intégral).